# Isländische Fußballmeisterschaft der Frauen 1978
Die Isländische Fußballmeisterschaft der Frauen 1978 (isländisch 1. deild kvenna) war die siebte Austragung der höchsten isländischen Spielklasse im Frauenfußball. Sie startete am 1. Juni 1978 und endete am 3. August 1978. Vier Mannschaften trafen im Doppelrundenturnier aufeinander. Valur Reykjavík gewann zum ersten Mal die isländische Meisterschaft.

## Meisterschaft
Tabelle
| Pl. | Verein               | Sp. | S | U | N | Tore    | Diff. | Punkte |
| --- | -------------------- | --- | - | - | - | ------- | ----- | ------ |
| 1.  | Valur Reykjavík      | 6   | 5 | 0 | 1 | 009:300 | +6    | 10:20  |
| 2.  | Breiðablik Kópavogur | 6   | 3 | 2 | 1 | 009:700 | +2    | 08:40  |
| 3.  | FH Hafnarfjörður     | 6   | 1 | 3 | 2 | 008:700 | +1    | 05:70  |
| 4.  | Fram Reykjavík       | 6   | 0 | 1 | 5 | 002:110 | −9    | 01:11  |

Kreuztabelle 
|                      |     | Breiðablik Kópavogur | FH Hafnarfjörður | Fram Reykjavík |
| Valur Reykjavík      |     | 0:1                  | 1:0              | 2:0            |
| Breiðablik Kópavogur | 1:3 |                      | 1:1              | 3:1            |
| FH Hafnarfjörður     | 1:2 | 2:2                  |                  | 1:1            |
| Fram Reykjavík       | 0:1 | 0:1                  | 0:3              |                |